# Aladdin og de fyrretyve røvere
|  | For andre betydninger, e Aladdin (flertydig) |
Aladdin og de fyrretyve røvere (eng: Aladdin and the King of Thieves) er en amerikansk direkte-til-video tegnefilm, udgivet af Walt Disney Company den 13. august 1996 i USA, som den anden efterfølger til Aladdin.

## Handling
Det er et stykke tid siden, den onde Jafar blev stoppet en gang for alle. Aladdin og Jasmine skal gifte sig. Under brylluppet bliver Agrabah angrebet af røvere. Aladdin og de andre formår at stoppe røvernes angreb. Røverne viser sig at have været på udkig efter en usædvanlig tryllestav, som Aladdin og Jasmine fik som bryllupsgave.
Staven viser sig at indeholde et orakel, der kan se ind i fremtiden og fortiden, men kan kun besvare et spørgsmål fra hver person. Aladdin spørger hvor hans far er og får svaret at han skal følge røverne, der flygtede. Han tøver, men Jasmine opfordrer ham til at rejse, fordi hun mener at Aladdins far skal have lov til at deltage i brylluppet.
Det viser sig, at det er Kassam, røvernes leder, der er Aladdins far. Aladdin slutter sig til røverbanden efter at have bestået deres farlige optagelsesprøve, men er snart tvunget til at vælge mellem at være sammen med sin fremtidige kone Jasmine i paladset eller ledsage sin far på hans rejser for at finde kong Midas hånd.

## Medvirkende
| Rolle    | Engelsk version   | Dansk version    |
| -------- | ----------------- | ---------------- |
| Aladdin  | Scott Weinger     | Søren Launbjerg  |
| Genie    | Robin Williams    | Henrik Koefoed   |
| Jasmin   | Linda Larkin      | Ilia Swainson    |
| Kassim   | John Rhys-Davies  | Torben Sekov     |
| Jago     | Gilbert Gottfried | Torben Zeller    |
| Sultanen | Val Bettin        | Ove Sprogøe      |
| Rasul    | Jim Cummings      | Peter Aude       |
| Saluk    | Jerry Orbach      | Lasse Lunderskov |
| Orakel   | C.C.H. Pounder    | Vibeke Dueholm   |
| Fazal    | Frank Welker      | Peter Zhelder    |
| Peddler  |                   | Donald Andersen  |